# Seznam dílů seriálu Garfield a přátelé
Toto je seznam dílů seriálu Garfield a přátelé. Dětský animovaný seriál Garfield a přátelé z produkce televize CBS měl celkem sedm řad. Každý půlhodinový díl se skládal ze tří hlavních částí. Z dílů čtvrté a následujících řad později sestavila a odvysílala Česká televize dvě ucelené řady po 26 dílech.

## Přehled řad
| Řada | Díly | Premiéra v USA | Premiéra v USA     |
| Řada | Díly | První díl      | Poslední díl       |
| ---- | ---- | -------------- | ------------------ |
| 1    | 13   | 17. září 1988  | 10. prosince 1988  |
| 2    | 26   | 16. září 1989  | 16. prosince 1989  |
| 3    | 18   | 15. září 1990  | 17. listopadu 1990 |
| 4    | 16   | 14. září 1991  | 9. listopadu 1991  |
| 5    | 16   | 19. září 1992  | 7. listopadu 1992  |
| 6    | 16   | 18. září 1993  | 6. listopadu 1993  |
| 7    | 16   | 17. září 1994  | 10. prosince 1994  |

## Seznam dílů

### První řada (1988)
| Č. v seriálu | Č. v řadě | Garfield 1                   | Seldova farma                | Garfield 2             | Premiéra v USA     |
| ------------ | --------- | ---------------------------- | ---------------------------- | ---------------------- | ------------------ |
| 1            | 1         | Peace and Quiet              | Wanted: Wade                 | Garfield Goes Hawaiian | 17. září 1988      |
| 2            | 2         | Box O' Fun                   | Unidentified Flying Orson    | School Daze            | 24. září 1988      |
| 3            | 3         | Nighty Nightmare             | Banana Nose                  | Ode to Odie            | 1. října 1988      |
| 4            | 4         | Fraidy Cat                   | Shell Shocked Sheldon        | Nothing to Sneeze At   | 8. října 1988      |
| 5            | 5         | Garfield's Moving Experience | Wade: You're Afraid          | Good Mouse-keeping     | 15. října 1988     |
| 6            | 6         | Identity Crisis              | The Bad Sport                | Up a Tree              | 22. října 1988     |
| 7            | 7         | Weighty Problem              | The Worm Turns               | Good Cat, Bad Cat      | 29. října 1988     |
| 8            | 8         | Cabin Fever                  | Return of Power Pig          | Fair Exchange          | 5. listopadu 1988  |
| 9            | 9         | The Binky Show               | Keeping Cool                 | Don't Move             | 12. listopadu 1988 |
| 10           | 10        | Magic Mutt                   | Short Story                  | Monday Misery          | 19. listopadu 1988 |
| 11           | 11        | Best of Breed                | National Tapioca Pudding Day | All About Odie         | 26. listopadu 1988 |
| 12           | 12        | Caped Avenger                | Shy Fly Guy                  | Green Thumbs Down      | 3. prosince 1988   |
| 13           | 13        | Forget Me Not                | I Like Having You Around!    | Sales Resistance       | 10. prosince 1988  |

### Druhá řada (1989)
| Č. v seriálu | Č. v řadě | Garfield 1                     | Seldova farma           | Garfield 2                   | Premiéra v USA     |
| ------------ | --------- | ------------------------------ | ----------------------- | ---------------------------- | ------------------ |
| 13           | 1         | Pest of a Guest                | The Impractical Joker   | Fat and Furry                | 16. září 1989      |
| 14           | 2         | Rip Van Kitty                  | Grabbity                | The Big Catnap               | 16. září 1989      |
| 15           | 3         | The Great Getaway              | Scrambled Eggs          | Hansel and Garfield          | 23. září 1989      |
| 16           | 4         | The Sludge Monster             | Fortune Kooky           | Heatwave Holiday             | 23. září 1989      |
| 17           | 5         | One Good Fern Deserves Another | Goody-Go-Round          | The Black Book               | 30. září 1989      |
| 18           | 6         | The Legend of the Lake         | Double Oh Orson         | Health Feud                  | 30. září 1989      |
| 19           | 7         | Binky Gets Cancelled!          | Show Stoppers           | Cutie and the Beast          | 7. října 1989      |
| 20           | 8         | The Lasagna Zone               | Sleepytime Pig          | Yojumbo                      | 7. října 1989      |
| 21           | 9         | Pros and Cons                  | Rooster Revenge         | Lights! Camera! Garfield!    | 14. října 1989     |
| 22           | 10        | Polecat Flats                  | Hogcules                | Brain Boy                    | 14. října 1989     |
| 23           | 11        | Maine Course                   | No Laughing Matter      | Attack of the Mutant Guppies | 21. října 1989     |
| 24           | 12        | Robodie                        | First Aid Wade          | Video Victim                 | 21. října 1989     |
| 25           | 13        | The Curse of the Klopman       | Mud Sweet Mud           | Rainy Day Dreams             | 28. října 1989     |
| 26           | 14        | Basket Brawl                   | Origin of Power Pig     | Cactus Jake Rides Again      | 28. října 1989     |
| 27           | 15        | Binky Goes Bad!                | Barn of Fear            | Mini-Mall Matters            | 4. listopadu 1989  |
| 28           | 16        | Attention-Getting Garfield     | Swine Trek              | It Must be True!             | 4. listopadu 1989  |
| 29           | 17        | Arrivaderci, Odie!             | Gort Goes Good          | Feeling Feline               | 11. listopadu 1989 |
| 30           | 18        | The Bear Facts                 | Nothing to be Afraid of | The Big Talker               | 11. listopadu 1989 |
| 31           | 19        | Cactus Makes Perfect           | Hogcules II             | Crime and Nourishment        | 18. listopadu 1989 |
| 32           | 20        | T.V. of Tomorrow               | Little Red Riding Egg   | Well-Fed Feline              | 18. listopadu 1989 |
| 33           | 21        | Invasion of the Big Robots     | Shelf Esteem            | Housebreak Hotel             | 25. listopadu 1989 |
| 34           | 22        | First Class Feline             | Hamelot                 | How to be Funny!             | 25. listopadu 1989 |
| 35           | 23        | Mystic Manor                   | Flop Goes the Weasel    | The Legend of Long Jon       | 2. prosince 1989   |
| 36           | 24        | China Cat                      | Cock-a-Doodle Dandy     | Beach Blanket Bonzo          | 2. prosince 1989   |
| 37           | 25        | Lemon-Aid                      | Hog Noon                | Video Airlines               | 16. prosince 1989  |
| 38           | 26        | The Mail Animal                | Peanut-Brained Rooster  | Mummy Dearest                | 16. prosince 1989  |

### Třetí řada (1990)
| Č. v seriálu | Č. v řadě | Garfield 1                   | Seldova farma                   | Garfield 2                            | Premiéra v USA     |
| ------------ | --------- | ---------------------------- | ------------------------------- | ------------------------------------- | ------------------ |
| 39           | 1         | Skyway Robbery               | The Bunny Rabbits is Coming!    | Close Encounters of the Garfield Kind | 15. září 1990      |
| 40           | 2         | Astrocat                     | Cock-A-Doodle Duel              | Cinderella Cat                        | 15. září 1990      |
| 41           | 3         | Ship Shape                   | Barn of Fear II                 | Break a Leg                           | 22. září 1990      |
| 42           | 4         | Twice Told Tale              | Orson Goes On Vacation          | Wedding Bell Blues                    | 22. září 1990      |
| 43           | 5         | Clean Sweep                  | Secrets of the Animated Cartoon | How the West was Lost                 | 29. září 1990      |
| 44           | 6         | Binky Gets Cancelled Again!  | Orson's Diner                   | Flat Tired                            | 29. září 1990      |
| 45           | 7         | Return of the Buddy Bears    | Much Ado About Lanolin          | Reigning Cats and Dogs                | 6. října 1990      |
| 46           | 8         | Fit for a King               | Ben Hog                         | Dessert in the Desert                 | 6. října 1990      |
| 47           | 9         | Hounds of the Arbuckles      | Read Alert                      | Urban Arbuckle                        | 13. října 1990     |
| 48           | 10        | Odielocks and the Three Cats | Quack to the Future             | Beddy Buy                             | 13. října 1990     |
| 49           | 11        | Count Lasagna                | Mystery Guest                   | Rodent Rampage                        | 20. října 1990     |
| 50           | 12        | The Feline Felon             | The Legal Eagle                 | The Cactus Saga                       | 20. října 1990     |
| 51           | 13        | D.J. Jon                     | Cornfinger                      | Five Minute Warning                   | 27. října 1990     |
| 52           | 14        | Wonderful World              | The Orson Awards                | The Garfield Workout                  | 27. října 1990     |
| 53           | 15        | All Things Fat and Small     | Robin Hog                       | Hare Replacement                      | 3. listopadu 1990  |
| 54           | 16        | Stick to It                  | Orson in Wonderland             | For Cats Only                         | 10. listopadu 1990 |
| 55           | 17        | Mistakes will Happen         | The Well Dweller                | The Wise Man                          | 17. listopadu 1990 |
| 56           | 18        | Star Struck                  | Election Daze                   | Dirty Business                        | 17. listopadu 1990 |

### Čtvrtá řada (1991)
| Č. v seriálu | Č. v řadě | Garfield 1                        | Seldova farma         | Garfield 2                       | Premiéra v USA    | Premiéra v ČR      | Vysílací pořadí ČT |
| ------------ | --------- | --------------------------------- | --------------------- | -------------------------------- | ----------------- | ------------------ | ------------------ |
| 57           | 1         | Moo Cow Mutt                      | Big Bad Buddy Bird    | Angel Puss                       | 14. září 1991     | 15. října 2000     | 1-02               |
| 58           | 2         | Trial and Error                   | An Egg-Citing Story   | Supermarket Mania                | 14. září 1991     | 29. října 2000     | 1-04               |
| 59           | 3         | The Legend of Cactus Jupiter      | Birthday Boy Roy      | Jukebox Jon                      | 21. září 1991     |                    |                    |
| 60           | 4         | Squeak Previews                   | Dr. Jekyll & Mr. Wade | A Tall Tale                      | 21. září 1991     | 8. října 2000      | 1-01               |
| 61           | 5         | Frankenstein Feline               | Weatherman Wade       | Fill-in Feline                   | 28. září 1991     |                    |                    |
| 62           | 6         | Polar Pussycat                    | Over the Rainbow      | Remote Possibilities             | 28. září 1991     | 5. listopadu 2000  | 1-05               |
| 63           | 7         | Night of the Living Laundromat    | Fast Food             | Cash and Carry                   | 5. října 1991     | 12. listopadu 2000 | 1-06               |
| 64           | 8         | Speed Trap                        | Flights of Fantasy    | Castaway Cat                     | 5. října 1991     | 19. listopadu 2000 | 1-07               |
| 65           | 9         | Mind over Matter                  | Orson at the Bat      | The Multiple Choice Cartoon      | 12. října 1991    | 26. listopadu 2000 | 1-08               |
| 66           | 10        | Galactic Gamesman Garfield        | Sly Spy Guy           | The Thing That Stayed...Forever! | 12. října 1991    | 3. prosince 2000   | 1-09               |
| 67           | 11        | Bouncing Baby Blues               | The Ugly Duckling     | Learning Lessons                 | 19. října 1991    | 10. prosince 2000  | 1-10               |
| 68           | 12        | Robodie II                        | For Butter or Worse   | Annoying Things                  | 19. října 1991    | 17. prosince 2000  | 1-11               |
| 69           | 13        | Guaranteed Trouble                | Fan Clubbing          | A Jarring Experience             | 26. října 1991    |                    |                    |
| 70           | 14        | The Idol of Id                    | Bedtime Story Blues   | Mamma Manicotti                  | 2. listopadu 1991 | 31. prosince 2000  | 1-13               |
| 71           | 15        | The Pizza Patrol                  | The Son Also Rises    | Rolling Romance                  | 9. listopadu 1991 | 6. ledna 2001      | 1-14               |
| 72           | 16        | The Automated, Animated Adventure | It's A Wonderful Wade | Truckin' Odie                    | 9. listopadu 1991 | 13. ledna 2001     | 1-15               |

### Pátá řada (1992)
| Č. v seriálu | Č. v řadě | Garfield 1                                | Seldova farma                  | Garfield 2 | Premiéra v USA    | Premiéra v ČR   | Vysílací pořadí ČT |
| ------------ | --------- | ----------------------------------------- | ------------------------------ | --- | ----------------- | --------------- | ------------------ |
| 73           | 1         | Home Away from Home                       | Rainy Day Robot                | Odie the Amazing | 19. září 1992     | 27. ledna 2001  | 1-17               |
| 74           | 2         | Taste Makes Waist                         | The Wolf Who Cried Boy         | Day of Doom | 19. září 1992     | 24. února 2001  | 1-21               |
| 75           | 3         | Home Sweet Swindler                       | Forget-Me-Not Newton           | The Great Inventor | 26. září 1992     | 20. ledna 2001  | 1-16               |
| 76           | 4         | Country Cousin                            | The Name Game                  | The Carnival Curse | 26. září 1992     | 10. února 2001  | 1-19               |
| 77           | 5         | The First Annual Garfield Watchers Test   | Stark Raven Mad                | The Record Breaker | 3. října 1992     | 3. února 2001   | 1-18               |
| 78           | 6         | Renewed Terror                            | Badtime Story                  | Tooth or Dare | 3. října 1992     | 17. února 2001  | 1-20               |
| 79           | 7         | The Kitty Council                         | The Bo Show                    | Bad Neighbor Policy | 10. října 1992    | 3. března 2001  | 1-22               |
| 80           | 8         | Canvas Back Cat                           | Make Believe Moon              | The Creature that Lived in the Refrigerator, Behind the Mayonnaise, Next to the Ketchup and to the Left of the Coleslaw | 10. října 1992    | 10. března 2001 | 1-23               |
| 81           | 9         | Dummy of Danger                           | Sooner or Later                | Jumping Jon | 17. října 1992    | 17. března 2001 | 1-24               |
| 82           | 10        | Cute for Loot                             | The Caverns of Cocoa           | Dream Date | 17. října 1992    | 24. března 2001 | 1-25               |
| 83           | 11        | The Worst Pizza in the History of Mankind | Jack II: The Rest of the Story | The Garfield Opera | 24. října 1992    | 31. března 2001 | 1-26               |
| 84           | 12        | Airborne Odie                             | Once Upon a Time Warp          | Bride and Broom | 24. října 1992    |                 |                    |
| 85           | 13        | The Cartoon Cat Conspiracy                | Who Done It?                   | The Picnic Panic | 31. října 1992    |                 |                    |
| 86           | 14        | Sound Judgment                            | Gross Encounters               | The Perils of Penelope                                                                                                  | 31. října 1992    |                 |                    |
| 87           | 15        | Ghost of a Chance                         | Roy Gets Sacked                | Revenge of the Living Lunch                                                                                             | 7. listopadu 1992 |                 |                    |
| 88           | 16        | Supersonic Seymour                        | A Mildly Mental Mix-Up         | The Garfield Rap | 7. listopadu 1992 |                 |                    |

### Šestá řada (1993)
| Č. v seriálu | Č. v řadě | Garfield 1                    | Seldova farma                                 | Garfield 2                                     | Premiéra v USA    | Premiéra v ČR | Vysílací pořadí ČT |
| ------------ | --------- | ----------------------------- | --------------------------------------------- | ---------------------------------------------- | ----------------- | ------------- | ------------------ |
| 89           | 1         | A Vacation From His Senses    | The Incredibly Stupid Swamp Monster           | Dread Giveaway                                 | 18. září 1993     |               |                    |
| 90           | 2         | The Wright Stuff              | Orson Express                                 | Safe at Home                                   | 18. září 1993     |               |                    |
| 91           | 3         | Jon the Barbarian             | Uncle Roy to the Rescue                       | The Kitten and the Council                     | 25. září 1993     |               |                    |
| 92           | 4         | Next-Door Nuisance            | What's It All About, Wade?                    | Bigfeetz                                       | 25. září 1993     |               |                    |
| 93           | 5         | Canine Conspiracy             | Snow Wade and the 77 Dwarfs (Part 1)          | The Genuine Article                            | 2. října 1993     |               |                    |
| 94           | 6         | The Best Policy               | Snow Wade and the 77 Dwarfs (Part 2)          | Fishy Feline                                   | 2. října 1993     |               |                    |
| 95           | 7         | The Pie-Eyed Piper            | Fine-Feathered Funny Man                      | Sweet Tweet Treat                              | 9. října 1993     |               |                    |
| 96           | 8         | The Floyd Story               | How Now, Stolen Cow?                          | The Second Penelope Episode                    | 9. října 1993     |               |                    |
| 97           | 9         | Dr. Jekyll and Mr. Mouse      | Payday Mayday                                 | How to Drive Humans Crazy                      | 16. října 1993    |               |                    |
| 98           | 10        | Date of Disaster              | A Little Time-Off                             | The Longest Doze                               | 16. října 1993    |               |                    |
| 99           | 11        | Stairway to Stardom           | Return of the Incredibly Stupid Swamp Monster | The Life and Times of the Lasagna Kid          | 23. října 1993    |               |                    |
| 100          | 12        | Magic, Monsters and Manicotti | The Midnight Ride of Paul Revere's Duck       | Unreal Estate                                  | 23. října 1993    |               |                    |
| 101          | 13        | Lost and Foundling            | Winter Wonderland                             | Films and Felines                              | 30. října 1993    |               |                    |
| 102          | 14        | The Garfield Musical          | Mind Over Melvin                              | Madman Meets His Match                         | 30. října 1993    |               |                    |
| 103          | 15        | Knights and Daze              | Holiday Happening                             | Jailbird Jon                                   | 6. listopadu 1993 | 8. srpna 2008 | 2-18               |
| 104          | 16        | The Third Penelope Episode    | Hare Force                                    | Garfield's Garbage Can and Tin Pan Alley Revue | 6. listopadu 1993 |               |                    |

### Sedmá řada (1994)
| Č. v seriálu | Č. v řadě | Garfield 1                       | Seldova farma                               | Garfield 2                  | Premiéra v USA     |
| ------------ | --------- | -------------------------------- | ------------------------------------------- | --------------------------- | ------------------ |
| 105          | 1         | The Legend Of Johnny Ragweedseed | Grape Expectations (Part 1)                 | Catch As Cats Can't         | 17. září 1994      |
| 106          | 2         | A Matter Of Conscience           | Grape Expectations (Part 2)                 | Top Ten                     | 17. září 1994      |
| 107          | 3         | Change Of Mind                   | Temp Trouble                                | The Perfect Match           | 24. září 1994      |
| 108          | 4         | My Fair Feline                   | Double Trouble Talk                         | Half-Baked Alaska           | 24. září 1994      |
| 109          | 5         | Puss In High-Tops                | Egg Over Easy (Part 1)                      | The Beast From Beyond       | 1. října 1994      |
| 110          | 6         | Model Behavior                   | Egg Over Easy (Part 2)                      | Another Ant Episode         | 1. října 1994      |
| 111          | 7         | The Guy of Her Dreams            | The Discount of Monte Cristo                | The Fairy Dogmother         | 8. října 1994      |
| 112          | 8         | The Stand-Up Mouse               | Daydream Doctor                             | Happy Garfield Day          | 8. října 1994      |
| 113          | 9         | Sit on It                        | Kiddy Korner                                | Brainware Broadcast         | 15. října 1994     |
| 114          | 10        | Suburban Jungle                  | The Thing in the Box                        | The Feline Philosopher      | 22. října 1994     |
| 115          | 11        | Thoroughly Mixed-Up Mouse        | The Old Man of the Mountain                 | Food Fighter                | 29. října 1994     |
| 116          | 12        | The Jelly Roger                  | The Farmyard Feline Philosopher             | Dogmother 2                 | 5. listopadu 1994  |
| 117          | 13        | Alley Katta and the 40 Thieves   | If It's Tuesday This Must Be Alpha Centauri | Clash of the Titans         | 19. listopadu 1994 |
| 118          | 14        | Canned Laughter                  | Deja Vu                                     | The Man Who Hated Cats      | 26. listopadu 1994 |
| 119          | 15        | The Horror Hostess (Part 1)      | Newsworthy Wade                             | The Horror Hostess (Part 2) | 3. prosince 1994   |
| 120          | 16        | Arbuckle the Invincible          | The Monster Who Couldn't Scare Anybody      | The Ocean Blue              | 10. prosince 1994  |

## České vysílání

### První řada
| Epizoda | Garfield                  | Seldova farma           | Garfield 2                       |
| ------- | ------------------------- | ----------------------- | -------------------------------- |
| Díl 1   | Filmové šoky              | Dr. Jekyll a pan Čvacht | Garfieldův přehnaný příběh       |
| Díl 2   | Bů, krávo bů              | Bolemír bručoun         | Garfield a anděl strážný         |
| Díl 3   | Soud a omyl               | Vaječný příběh          | Garfieldova supermarketová mánie |
| Díl 4   | Příšera Frankenstein      | Dešťostop Čvacht        | Garfield a kocouří záskok        |
| Díl 5   | Garfieldův polární kocour | Tajemství duhy          | Garfieldův moc mocný ovladač     |
| Díl 6   | Noc, kdy obživla pračka   | Rychlý restaurant       | Zaplať a zmiz                    |
| Díl 10  | Blues o bludném baby      | Ošklivé pláče           | Garfieldovy výchovné lekce       |
| Díl 11  | Robopes pokračuje         | Máslo, nebo život!      | Garfield a otravné věci          |
| Díl 15  | Automatická animace       | Je to báječný Čvachta   | Řítící se Odie                   |

Zdroj informací: Česká televize

### Druhá řada
| Epizoda | Garfield         | Seldova farma | Garfield 2      |
| ------- | ---------------- | ------------- | --------------- |
| Díl 18  | Rytíři a Mrákoty | Směšné svátky | Kriminálník Jon |